# Exeristes montanus
Exeristes montanus är en stekelart som beskrevs av Constantineanu och Pisica 1970. Exeristes montanus ingår i släktet Exeristes och familjen brokparasitsteklar. Inga underarter finns listade i Catalogue of Life.